# Fordbridge
 (mars 2023).
Fordbridge est une ville des Midlands de l'Ouest, en Angleterre.